# Renato Schifani
Renato Maria Giuseppe Schifani (Palermo 11 de mayo de 1950 ) es un político italiano. Desde el 13 de octubre de 2022 es el presidente de la región siciliana. 
Del 5 de diciembre de 2013 al 13 de abril de 2014 fue presidente del Nuevo Centroderecha y desde el 12 de febrero de 2015 hasta el 19 de julio de 2016 fue líder de grupo en el Senado del Área Popular.